# Ampelocissus robinsonii
Ampelocissus robinsonii är en vinväxtart som beskrevs av Jules Émile Planchon. Ampelocissus robinsonii ingår i släktet Ampelocissus och familjen vinväxter. Inga underarter finns listade i Catalogue of Life.